# Casa-Palacio de los Rueda
La casa-palacio de los Rueda es una casa-palacio de tipo barroca de finales del siglo XVII y principios del siglo XVIII. Es una casa de la nobleza, situada en el centro histórico y monumental de Carmona junto a la prioral de Santa María.

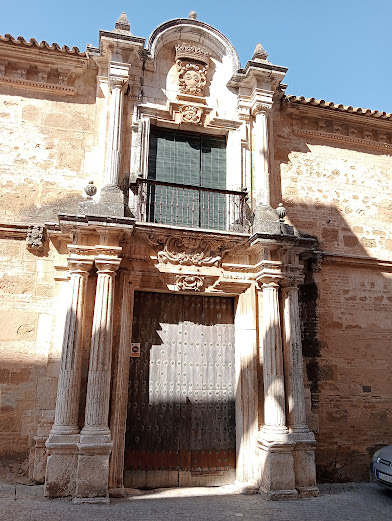
Fachada

## Historia
Se piensa que en su construcción, se reaprovecharon restos de una casa anterior, aproximadamente del siglo XVI. Siendo estos restos los que hoy se encuentran en el lado izquierdo del apeadero, en las cuadras.
La parte principal del edificio es su portada monumental, en la que se puede observar el escudo de su promotor Luis de Rueda y algunas dependencias nobles de la casa-palacio.

## Catalogación
La casa-palacio de los Rueda, según aparece en el BOE, está catalogada como Bien de Interés Cultural en su tipología de monumento el 11 de junio de 1983.
- Datos: Q25401396